# 8774 Вірідіс
8774 Вірідіс (8774 Viridis) — астероїд головного поясу, відкритий 25 вересня 1973 року.
Тіссеранів параметр щодо Юпітера — 3,209.
Названо за латинською назвою Жовни зеленої, або дятла зеленого (Picus viridis) — виду птахів родини дятлових.